# Isabella von Weissenberg
Eva Isabella Felicia Eriksson Von Weissenberg, född 22 juli 1989, är en svensk styrkelyftare i klassiskt styrkelyft inom IPF. År 2013 började von Weissenberg med sporten, mindre än ett år senare tog hon SM-silver och fick även svenskt rekord i knäböj i viktklassen -72.  
Von Weissenberg har hållit världsrekordet i knäböj 7 gånger. 

## Karriär
Von Weissenberg började träna styrkelyft 2013 och gick med i Göteborgs Kraftsportsklubb (GKK) strax därefter. 2015 hade hon kvalificerat sig till det svenska landslaget i styrkelyft och tog en bronsmedalj i VM och ett europarekord i knäböj. År 2016 tog hon sitt första världsrekord i knäböj på 187,5 kg med målet att nå 200 kg. Von Weissenberg har hållit värdsrekordet i knäböj 7 gånger,  och nådde målet med en knäböj på 200 kg år 2018. År 2019, då VM hölls i Helsingborg, slog hon sitt eget rekord och böjde 203 kg.

## Personliga rekord
- Knäböj: 203 kg (världsrekord, VM i Helsingborg 2019)[5]
- Bänkpress: 102,5 kg[5]
- Marklyft: 222,5 kg[5]